# Tigertörnskata
Tigertörnskata (Lanius tigrinus) är en östasiatisk fågel i familjen törnskator inom ordningen tättingar.

## Kännetecken

### Utseende
Tigertörnskatan är en rätt liten (17-18,5 cm), rostryggig törnskata. Jämfört med liknande brun törnskata har den noterbart kortare stjärt och kraftigare näbb. Hanen är grå på hjässa och nacke, kastanjebrun ovan med tät svart bandning som gett arten dess namn. Genom ögat syns en bred svart ansiktsmask. Undersidan är vit, på flankerna svart brunbandad. Honan liknar hanen men har vitt på tygel och ögonbrynsstreck. Ungfågeln är mattare brun med svart ögonstreck, blekt ögonbrynsstreck samt beigefärgad och bandad undersida, kraftigare än ung brun törnskata.

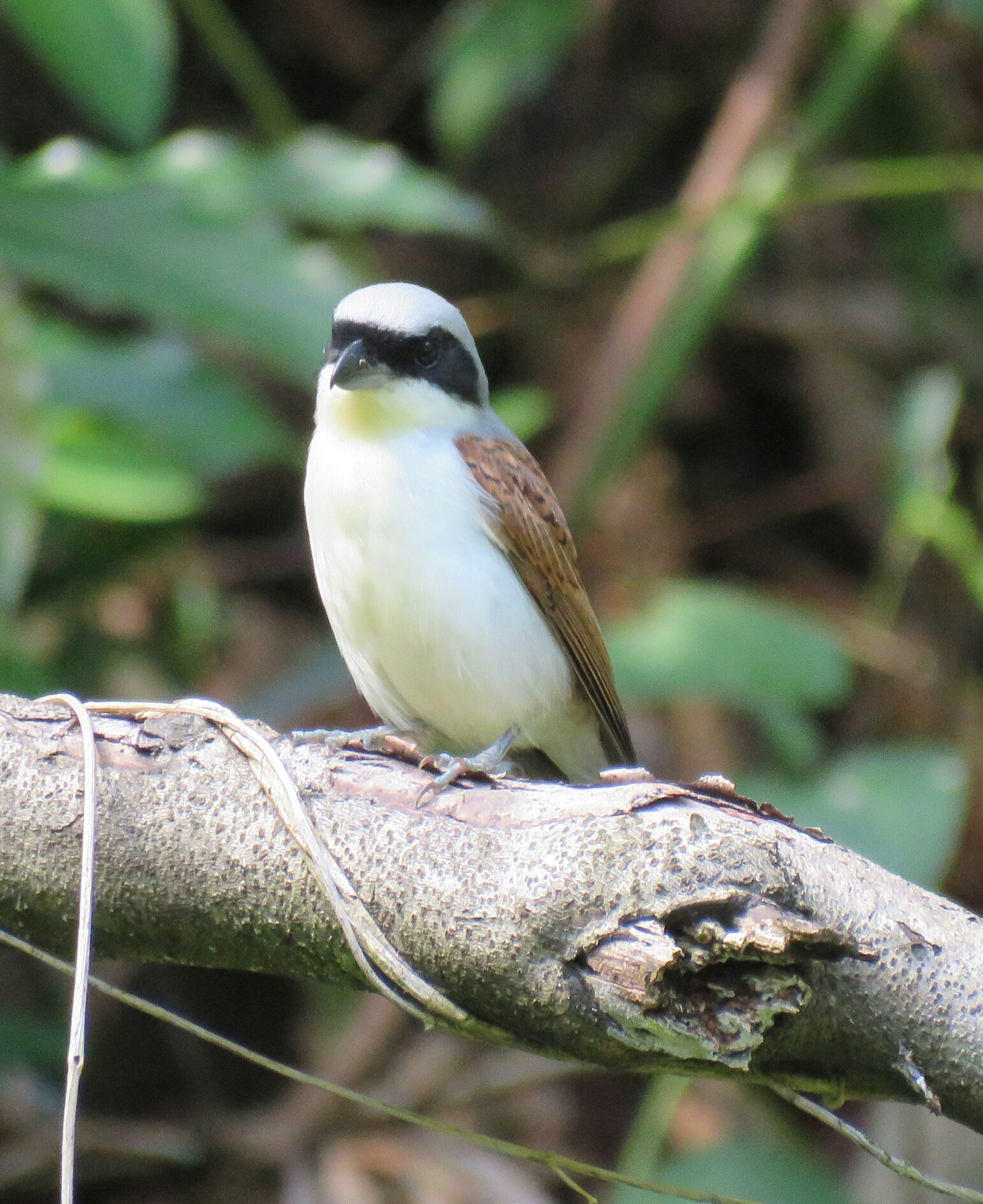
Hane.

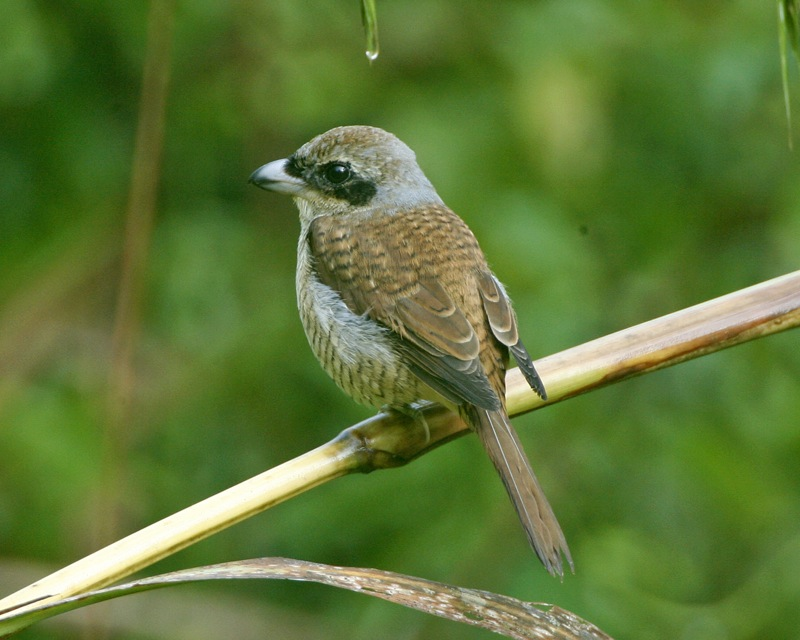
Hona.

### Läten
Lätet är ett hårt tjatter, likt brun törnskata. Sången beskrivs som resonant och musikalisk.

## Utbredning och systematik
Fågeln häckar i nordöstra Asien i sydostligaste Ryssland (Ussuriland), nordöstra och östra Kina (österut från Shaanxi, Sichuan och Guizhou), Korea (utom södra kusten) samt Japan (Honshu, Sado och östra Kyushu). Vintertid flyttar den till Sydostasien, från östra Myanmar och sydöstra Kina till Malackahalvön, Singapore, norra Laos, centrala Vietnam och Stora Sundaöarna inklusive Bali. Norra ändan av övervintringsområdet är således strax söder om södra änden av häckningsområdet.

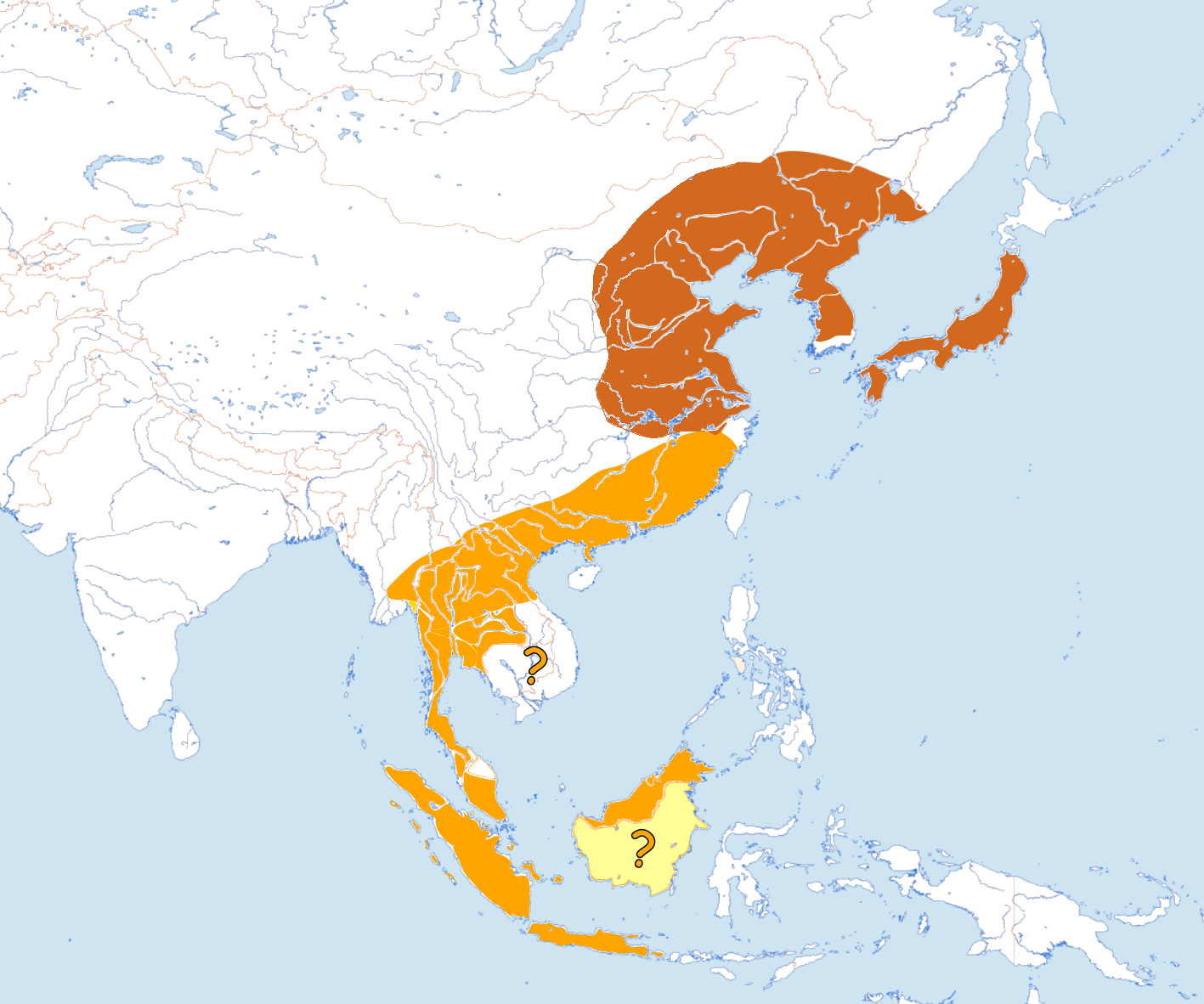
Tigertörnskatans utbredningsområde.

Tillfälligt har den påträffats i Hong Kong, Filippinerna och Taiwan. Den behandlas som monotypisk, det vill säga att den inte delas in i några underarter.

## Levnadssätt
Tigertörnskatan häckar i tempererad löv- och blandskog med tät undervegetation, upp till 900 meters höjd. Liksom andra törnskator ses den jaga insekter från en hög utkiksplats i skogsbryn, men är dock mer skogslevande än exempelvis brun törnskata. Den lever nästan uteslutande av insekter och endast sällan av småfåglar och andra små ryggradsdjur. Fågeln häckar från maj till juli, med äggläggning i juni i Ryssland och Japan. Den lägger endast en kull. Arten är flyttfågel, även om några få individer stannar i Japan.

## Status och hot
Arten har ett stort utbredningsområde och en stor population, men tros minska i antal, dock inte tillräckligt kraftigt för att den ska betraktas som hotad. Internationella naturvårdsunionen IUCN kategoriserar därför arten som livskraftig (LC). Världspopulationen har inte uppskattats men den beskrivs som sällsynt i Kina och Ryssland, relativt vanlig i Korea, ovanlig i Japan och lokalt ovanlig till ovanlig genom hela utbredningsområdet.